# Longview (Texas)
Longview is een plaats (city) in de Amerikaanse staat Texas, en valt bestuurlijk gezien onder Gregg County en Harrison County.

## Demografie
Bij de volkstelling in 2000 werd het aantal inwoners vastgesteld op 73.344.
In 2006 is het aantal inwoners door het United States Census Bureau geschat op 76.524, een stijging van 3180 (4.3%).

## Geografie
Volgens het United States Census Bureau beslaat de plaats een oppervlakte van
141,9 km², waarvan 141,6 km² land en 0,3 km² water.

## Plaatsen in de nabije omgeving
De onderstaande figuur toont nabijgelegen plaatsen in een straal van 16 km rond Longview.

## Geboren in Longview
- Forest Whitaker (1961), acteur, filmregisseur en producent
- Miranda Lambert (1983), singer-songwriter